# Costante di Landau-Ramanujan
In matematica, la costante Landau-Ramanujan K è una costante che si presenta nella teoria dei numeri. K rappresenta la costante di proporzionalità tra il numero di interi positivi minori di x che sono la somma di due quadrati perfetti e
{\displaystyle {\frac {x}{\sqrt {\ln(x)}}}}
per x che tende a infinito; in altre parole, se N(x) è il numero di interi positivi minori di x somma di due quadrati perfetti, allora
{\displaystyle K=\lim _{x\to \infty }{\frac {N(x){\sqrt {\ln(x)}}}{x}}=0,76422365358922066299069873125...}
Prende il nome di Edmund Landau che ne dimostrò l'enunciato nel 1908, mentre prende il nome di Srinivasa Ramanujan perché fu quello che la enunciò nel 1906, non riuscendo però a dimostrarla.
La convergenza del limite alla costante K è tuttavia molto lenta:
| x   | {\displaystyle N(x)} | {\displaystyle N(x){\frac {\sqrt {\ln(x)}}{x}}} |
| 10  | 7                    | 1,0622                                          |
| 102 | 43                   | 0,922765                                        |
| 103 | 330                  | 0,867326                                        |
| 104 | 2749                 | 0,834281                                        |
| 105 | 24028                | 0,815287                                        |
| 106 | 216341               | 0,804123                                        |

Una formula, trovata da Flajolet e Vardi nel 1996, che converge più velocemente a K è 
{\displaystyle K={\frac {1}{\sqrt {2}}}\prod _{n=1}^{\infty }\left[\left(1-{\frac {1}{2^{2^{n}}}}\right){\frac {\zeta (2^{n})}{\beta (2^{n})}}\right]^{\frac {1}{2^{n+1}}}}
dove {\displaystyle \zeta (n)} è la funzione zeta di Riemann e {\displaystyle \beta (n)} è la funzione beta di Dirichlet.
Una formula esatta per K è 
{\displaystyle K={\frac {1}{\sqrt {2}}}\prod \left(1-{\frac {1}{p^{2}}}\right)^{-{\frac {1}{2}}}}
dove la produttoria è presa tra tutti i numeri primi p congrui a 3 modulo 4.